# Rhizodontidae
De Rhizodontidae zijn een familie van uitgestorven beenvissen uit de klasse der kwastvinnigen (Sarcopterygii). Ze leefden in zee- en zoetwaterhabitats aan de kust van het Midden-Devoon tot het Pennsylvanien en zijn bekend uit verschillende fragmenten en uit slechts één compleet fossiel.
De eerste fossiele vorm is Notorhizodon uit het Midden-Devoon in het zuiden van Victoria Land, Antarctica, ontdekt in de vroege jaren 1970. De vondst bestond uit delen van de schedel, de onderkaak en de schoudergordel. Notorhizodon was een grote roofvis, waarschijnlijk tot drie meter lang. De enige andere rhizodontide uit het Devoon is Sauripterus uit Noord-Amerika, waarvan een borstvinskelet overleefde, wat wijst op een vis van vergelijkbare lengte als Notorhizodon.
Tijdens het Carboon bereikten de rhizodontiden hun grootste biodiversiteit. Rhizodus uit Schotland is alleen bekend van een één meter lange onderkaak, die bezet was met maximaal tweeëntwintig centimeter lange tanden. Naar schatting was de vis zes tot zeven meter lang en daarmee een van de grootste bekende carnivore beenvissen. De kleinste soort Strepsodus anculonamensis bereikte een lengte van vijftig centimeter. Het enige volledig bewaarde fossiel van een rhizodontide is van deze soort. De schedel van Barameda uit Mansfield Shire in het zuiden van Australië vertoont overeenkomsten met die van de Osteolepiformes. Aan het begin van het Perm stierven de Rhizodontidae uit.

## Kenmerken
De Rhizodontidae waren roofvissen en voedden zich waarschijnlijk met grote vissen, 'amfibieën' en aquatische temnospondylen. De term Rhizodontia betekent 'worteltanden', hun vangtanden zaten diep in de kaken. De tanden van enkele grote rhizodontiden waren zijdelings afgeplat. Alle vinnen waren bijna tot aan de rand geschubd. De borstvinnen waren sterk en ondersteund door sterke botten (opperarmbeen, ellepijp, spaakbeen). De rug- en buikvinnen waren klein, de staartvin diphycercaal, dus met een dubbel paar lobben. Ze hadden twee paar externe neusgaten, maar één paar interne choanae was verdwenen.

## Geslachten
- Barameda
- Gooloogongia
- Notorhizodon
- Pycnotenion
- Propycnotenion
- Rhizodus
- Sauripterus
- Screbinodus
- Strepsodus